# Почесні громадяни Відня

Герб Відня

Почесні громадяни Відня (нім. Ehrenbürger von Wien) — звання, запроваджене в 1839 році з ініціативи бургомістра Відня Ігнаца Чапки і присвоюється Віденським міським сенатом «за заслуги перед Віднем».

## Почесні громадяни Відня

### XVIII століття (1701—1800)
- Френсіс Роудон (14 лютого 1797)
- Йоганн Філіпп фон Штадіон (14 лютого 1797)
- Фрідріх Ернст Граф Маршал (14 лютого 1797)
- Готфрід ван Світен (14 лютого 1797)
- Франц Йозеф Граф Саурау (17 травня 1797)
- Якоб Фрайхер фон Вебер (17 травня 1797)
- Фердинанд Фрідріх Август Вюртемберзький (17 травня 1797)
- Джованні Батіста фон Перґен (30 травня 1797)
- Йоане Фердінанд фон Куфштайн (30 травня 1797)
- Карл Йоганн фон Дітріхштайн (30 травня 1797)
- Прокоп Лажанський із Букова (30 травня 1797)
- Йоганн Баптист Лампі старший (18 червня 1799)

### XIX століття (1801—1900)

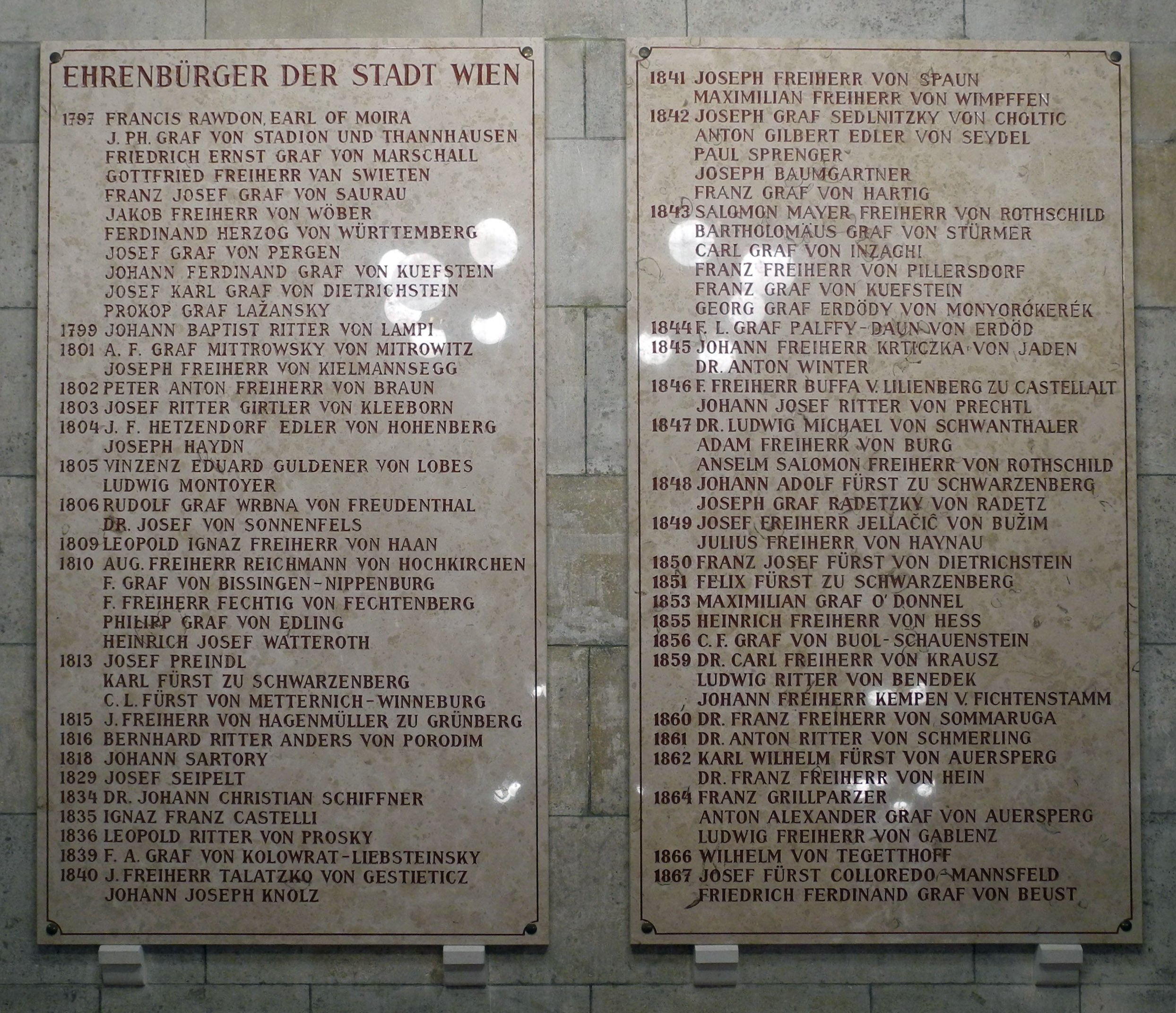
Списки почесних громадян Відня за 1797—1867 роки у Віденській ратуші

- Антон Фрідріх Міттровски фон Міттровіц унд Немишль (17 жовтня 1801)
- Йозеф Фрайгерр фон Кільманнзеґґ (17 жовтня 1801)
- Петер Антон Фрайгерр фон Браун (28 грудня 1802)
- Йозеф Ріттер Ґіртлер фон Кліборн (16 грудня 1803)
- Йоганн Фердинанд Гетцендорф фон Гогенберґ (15 лютого 1804)
- Йозеф Гайдн (1 квітня 1804)
- Вінценц-Петер-Антон Ґульденер фон Лобес (4 січня 1805)
- Луї Монтуає (17 жовтня 1801) (25 вересня 1805)
- Рудольф Граф Врбна фон Фройденталь (16 січня 1806)
- Йозеф фон Зонненфельс (11 листопада 1806)
- Леопольд Іґнац Фрайгерр фон Гаан (15 листопада 1809 г.)
- Фердинанд Граф фон Біссінґен-Ніппенбурґ (2 січня 1810)
- Ауґустін Райхманн фон Гоккірхен (2 січня 1810)
- Фердінанд Фрайгерр Фехтіґ фон Фехтенберґ (4 травня 1810)
- Філіпп Граф Едлінґ (6 жовтня 1810)
- Гайнріх Йозеф Ваттенрот (1810)
- Йозеф Прайндль (12 августа 1813)
- Клемент фон Меттерніх (24 жовтня 1813)
- Карл Шварценберг (24 жовтня 1813)
- Бернард Йозеф Ріттер Андерс фон Породім (16 травня 1816)
- Йоганн Сарторі (22 травня 1818)
- Йозеф Зайпельт (23 квітня 1829)
- Йоганн Крістіан Шіффнер (22 вересня 1834)
- Іґнац Франц Кастеллі (5 лютого 1835)
- Леополь Ріттер фон Проскі (10 березня 1836)
- Франц Антон Коловрат-Лібштейнський (2 квітня 1839)
- Йоганн Талацко Фрайгерр фон Ґестієтіч (12 лютого 1840)
- Йоганн Йозеф Кнольц (10 грудня 1840)
- Йозеф фон Спаун (18 травня 1841)
- Максиміліан Фрайгерр фон Вімпфен]] (8 липня 1841)
- Йозеф фон Седлніцки (24 березня 1842)
- Антон Ґілберт фон Зайдель (6 липня 1842)
- Пауль Вільгельм Едуард Шпренґер (24 жовтня 1842)
- Йозеф Баумґартнер (24 жовтня 1842)
- Франц Граф Гартіґ (15 листопада 1842)
- Саломон Майер фон Ротшильд (9 лютого 1843)
- Бартоломеус фон Штюрмер (14 квітня 1843)
- Карл Граф Інзаґі (20 квітня 1843)
- Франц фон Піллерсдорф (20 квітня 1843)
- Франц Серафім Граф Куефштайн (4 люпня 1843)
- Ґеорґ Граф Ердеді фон Моньорекерек (7 листопада 1843)
- Фердинанд Леопольд Граф Палффі-Даун аб Ердед (14 травня 1844)
- Франц Буффа Фрайгерр фон Лілієнберґ унд Кастеллальт (4 серпня 1845)
- Йоганн Фрайгерр Кртічка фон Яден (30 серпня 1845)
- Йоганн Йозеф фон Прехт (9 листопада 1846)
- Людвіг фон Шванталер (3 лютого 1847)
- Адам фон Бурґ (20 травня 1847)
- Ансельм Соломон Фрайгерр фон Ротшильд (2 серпня 1847)
- Йоганн Адольф Фюрст цу Шварценберґ (26 лютого 1848)
- Йозеф Радецький (7 серпня 1848)
- Йосип Єлачич (4 вересня 1849)
- Юліус Якоб фон Гайнау (4 вересня 1849)
- Франц Йозеф фон Дітріхштайн (25 січня 1850)
- Фелікс цу Шварценберг (7 січня 1851)
- Максиміліан О'Донелл фон Тирконелл (19 лютого 1853)
- Гайнріх Фрайгерр фон Гесс (18 грудня 1855)
- Карл Фердинанд фон Буоль-Шауенштайн (29 квітня 1856)
- Карл фон Краусс (8 квітня 1859)
- Йоганн Фрайхерр фон Кемпен фон Фіхтенштам (4 листопада 1859)
- Людвіг фон Бенедек (4 листопада 1859)
- Франц Сераф фон Зоммаруґа (18 липня 1860)
- Антон Ріттер фон Шмерлінґ (8 березня 1861)
- Карл Вільгельм Фюрст фон Ауершперґ (18 лютого 1862)
- Франц Фрайгерр фон Гайн (18 лютого 1862)
- Франц Ґрільпарцер (29 грудня 1863)
- Антон-Александер фон Ауершперг (8 квітня 1864)
- Людвіг Карл Вільгельм фон Ґабленц (22 листопада 1864)
- Йозеф Фюрст Коллоредо-Мансфельд (25 січня 1867)
- Фрідрік фон Бейст (21 грудня 1867)
- Маттіас Константін Граф Вікенбурґ (18 січня 1870)
- Ґеорґ Зіґль (11 лютого 1870)
- Карл Ґіскра (15 вересня 1870)
- Едуард Зюсс (17 жовтня 1873)
- Ернст Карл фон Гойош-Шпрінценштайн (17 жовтня 1873)
- Карл фон Рокітанські (8 січня 1874)
- Йозеф Гіртль (17 березня 1874)
- Франц Ріттер фон Хунн (4 лютого 1875)
- Йозеф Ріттер фон Фюріх (12 лютого 1875)
- Йозеф Клацкій (29 серпня 1876)
- Каетан фон Фельдер (5 липня 1878)
- Генріх фон Ферстель (21 квітня 1879)
- Людвіг Август Франкл фон Хохварт (1880)
- Іґнац Куранда (22 березня 1881)
- Адоль Іґнац Маутнер фон Маркгоф (24 червня 1881)
- Едуард фон Бауернфельд (22 травня 1882)
- Фрідріх фон Шмідт (6 вересня 1883)
- Йоган Непомук Вільчек (11 вересня 1883)
- Теофіл ван Гансен (21 грудня 1883)
- Рудольф Айтельберґер фон Едельберґ (3 березня 1885)
- Антон Гіе фон Ґлюнек (25 травня 1886)
- Альфред Ріттер фон Арнет (10 червня 1887)
- Леопольд Гаснер фон Арта (25 червня 1889)
- Людвіг Лобмейр (25 липня 1889)
- Едуард Уль (14 листопада 1889)
- Николаос Думбас (25 липня 1890)
- Карл Люгер (3 липня 1900)

### XX століття (1901—2000)
- Генріх фон Віттек (5 травня 1905)

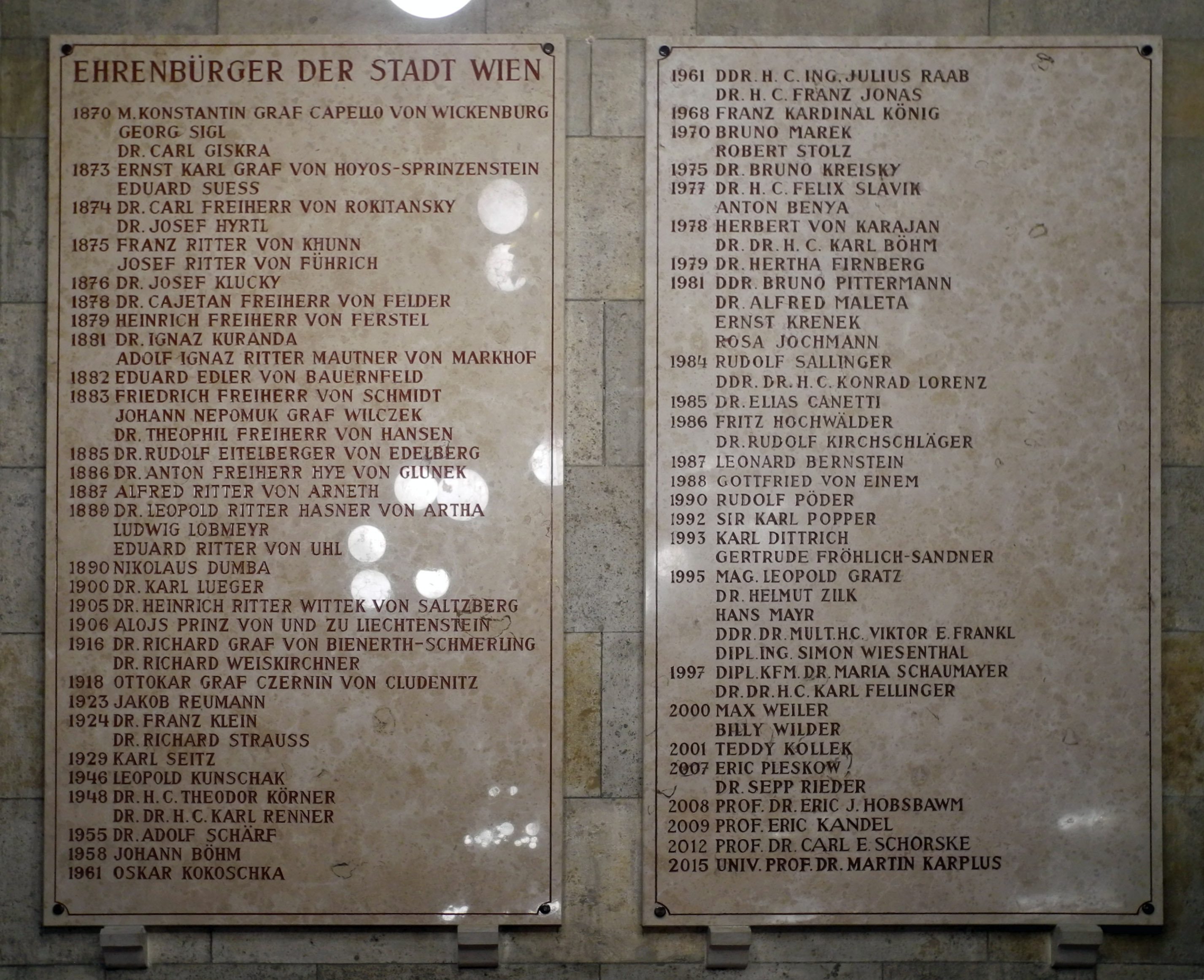
Списки почесних громадян Відня за 1870—2015 роки у Віденській ратуші

- Алоїз фон Ліхтенштайн (23 листопада 1906)
- Ріхард фон Бінерт-Шмерлінг (28 березня 1916)
- Рихард Вайскірхнер(2 травня 1916)
- Оттокар Чернін (2 травня 1918)
- Якоб Реуманн (21 грудня 1923)
- Франц Кляйн (11 квітня 1924)
- Ріхард Штраус (16 травня 1924)
- Карл Зейц (6 вересня 1929)
- Фелікс Зальтен (1931)[1]
- Леопольд Куншак (8 листопада 1946)
- Теодор Кернер (23 квітня 1948)
- Карл Реннер (28 жовтня 1948)
- Адольф Шерф (15 квітня 1955)
- Йоганн Бем (21 листопада 1958)
- Оскар Кокошка (10 лютого 1961)
- Юліус Рааб (10 березня 1961)
- Франц Йонас (21 квітня 1961)
- Франц Кеніґ (25 жовтня 1968)
- Бруно Марек (22 січня 1970)
- Роберт Штольц (9 липня 1970)
- Бруно Крайський (11 грудня 1975)
- Фелікс Славік (28 лютого 1977)
- Антон Беня (29 червня 1977)
- Герберт фон Караян (24 квітня 1978)
- Карл Бем (12 вересня 1978)
- Герта Фірнберґ (24 вересня 1979)
- Ернст Кренек (26 вересня 1980)
- Альфред Малета (27 лютого 1981)
- Бруно Піттерманн (27 лютого 1981)
- Роза Йохманн (2 липня 1981)
- Конрад Лоренц (18 лютого 1983)
- Рудольф Саллінґер (24 лютого 1984)
- Еліас Канетті (26 квітня 1985)
- Фріц Хохвельдер (28 лютого 1986)
- Рудольф Кірхшлегер (24 жовтня 1986)
- Леонард Бернстайн (10 грудня 1987)
- Ґоттфрід фон Айнем (29 січня 1988)
- Рудольф Педер (6 грудня 1990)
- Карл Поппер (4 травня 1992)
- Ґертруда Фреліх-Санднер (1993)
- Карл Діттріх (1993)
- Віктор Франкл (20 червня 1995; В: 16 жовтня 1995)[2][3]
- Леопольд Грац (1995)
- Гельмут Цільк (1995)
- Ганс Майр (В: 8 вересня 1995)[4]
- Симон Візенталь (20 червня 1995, В: 6 грудня 1995)[2][5]
- Марія Шаумайер (9 серпня 1996)
- Карл Феллінґер (30 травня 1997)
- Макс Вайлер (17 грудня 1999, В: 7 березня 2000)[6]
- Біллі Вайлдер (29 вересня 2000)[7]

### XXI століття (з 2001)
- Тедді Коллек (23 травня 2001)
- Ерік Плесков (В: 26 лютого 2007)[8]
- Сепп Рідер (2 жовтня 2007)
- Ерик Гобсбаум (В: 21 січня 2008)[9]
- Ерік Кендел (8 жовтня 2008)[10]
- Карл Шорске (В: 25 квітня 2012)
- Мартін Карплус (В: 20 травня 2015)[11]
- Фрідеріке Майрекер (В: 3 червня 2015)[12]
- Франц Враніцкі (В: 4 жовтня 2017)[13]
- Гайнц Фішер (В: 6 листопада 2017)[14]
- Гуґо Портіш (В: 12 квітня 2018)[15]
- Михаель Гайпль (В: 13 вересня 2019)[16]
- Ельфріде Єлінек (В: 12 вересня 2023)[17]
- Еріка Фрімен і Антон Цайлінґер (Рішення від 5 грудня 2023)[18]
- Крістоф Шенборн (В:) 11 листопада 2024)[19]